# Tweede Kamerverkiezingen 2021/Kandidatenlijst/NIDA
Dit is de kandidatenlijst voor de Tweede Kamerverkiezingen van 2021 van NIDA die op 5 februari 2021 is goedgekeurd door de Kiesraad.

## De lijst
1. Nourdin El Ouali, Rotterdam - 16.565 stemmen
2. Elsa van de Loo, Amsterdam - 7.750
3. Nurullah Gerdan, Barendrecht - 416
4. Fatima Aboulouafa, Den Haag - 946
5. Elvin Rigters, Rotterdam - 105
6. Jacqueline Echtermeijer, Rotterdam - 156
7. Mohamed Abdulahi, Rotterdam - 3.112
8. Sanaa Abarghaze, Bergen op Zoom - 204
9. Adeel Mahmood, Den Haag - 877
10. Nancy Rijssel, Almere - 116
11. Mounir Kasmi, Panningen - 258
12. Sobana Sheikh Rashid, Capelle aan den IJssel - 356
13. Almira Henic, Schiedam - 261
14. Assamau'al Saidi Rabah, Amstelveen - 152
15. Asma Halusi, Den Haag - 206
16. Alihan Uzun, Hendrik-Ido-Ambacht - 186
17. Layla Klioual, Wilrijk (België) - 73
18. Emre Şahin, Den Haag - 240
19. Youssra Ebnolfaqih, Roosendaal - 116
20. Onder Duran, Delft - 52
21. Mohammed Akkari, Schiedam - 182
22. Hassan Buyatui, Almere - 172
23. Aytaç Alpdogu, Helmond - 121
24. Michal Hajkowski, Voorburg - 16
25. Stephan Kuipers, Groningen - 59
26. Leyla Cakir, Zoetermeer - 180
27. Fariz Akkouh, Almere - 74
28. Marinah Bult, Den Haag - 365
29. Bas van Noppen, Rotterdam - 113
30. Hasib Moukaddim, Almere - 165
31. Halil Karaaslan, Schiedam - 240

VVD · PVV · CDA · D66 · GroenLinks · SP · PvdA · ChristenUnie · Partij voor de Dieren · 50PLUS · SGP · DENK · FVD · BIJ1 · JA21 · Code Oranje · Volt · NIDA · Piratenpartij · LP · JONG · Splinter · BBB · NLBeter · LHK · OPRECHT · JEZUS LEEFT · TROTS · UCF · Lijst 30 · PvdE · DFP · VSN · WZNL · Modern Nederland · De Groenen · PvdR